# Stormers
Stormers, en español Los Tormenta, es un equipo profesional de rugby con sede en la Ciudad del Cabo, en Cabo Occidental, Sudáfrica. El equipo representa a la región oeste de la Provincia Occidental del Cabo y juega en el Estadio Newlands.
Es una de las cuatro franquicias en el United Rugby Championship, un torneo que agrupa franquicias de Escocia, Gales, Irlanda, Italia y Sudáfrica.

## Historia
En las dos primeras temporadas del Super 12, Sudáfrica participó con sus mejores equipos de la Currie Cup. Western Province, el equipo de Ciudad del Cabo, disputó la temporada 1996. Ningún equipo de la provincia de Western Cape clasificó a la edición 1997 del certamen. En 1998 se adoptó un sistema de franquicias, estableciéndose el equipo de los Stormers en representación de Western Cape, con jugadores provenientes de los equipos Western Province, Boland Cavaliers y SWD Eagles de la Currie Cup. Ante la aparición de los Southern Kings en 2009, los Stormers dejaron de tomar jugadores de los Eagles.
En 2020, luego de la pandemia de COVID-19, los equipos sudafricanos decidieron abandonar el Super Rugby buscando unirse a un torneo de Europa, el torneo al que ingresaron fue el Pro14, un torneo que agrupa a clubes de Escocia, Italia, Irlanda y Gales, con la inclusión de los equipos sudafricanos, el torneo cambió su denominación a United Rugby Championship, uno de los factores importantes en la toma de la decisión fueron los largos viajes a Nueva Zelanda y Australia que impedía que los equipos disputaran sus encuentros en la zona horaria correspondiente a Sudáfrica, con la inclusión en el torneo los equipos de Sudáfrica podrán clasificar a la Copa de Campeones Europeos de Rugby.
Algunos de los jugadores más destacados en la historia de los Stormers han sido Schalk Burger, Jean de Villiers, Bryan Habana, Corné Krige, Breyton Paulse y Pieter Rossouw.

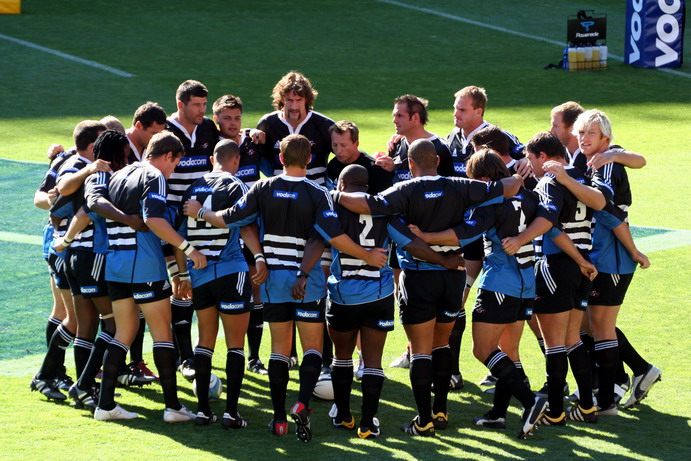
Stormers en el Super Rugby 2006

## Palmarés
- United Rugby Championship
  - Campeón (1): 2021-22
  - Subcampeón (1): 2022-23
  - Shield Sudáfrica URC (2): 2021-22, 2022-23

- Super Rugby
  - Subcampeón (1): 2010
  - Conferencia Sudáfricana (5): 2011, 2012, 2015, 2016/1 y 2017/1.